# Артелеза, Марсель
Марсе́ль Артелеза́ (фр. Marcel Artelesa, 2 июля 1938, Пон-Сент-Мари — 23 сентября 2016, Мерже) — французский футболист, защитник. Выступал за сборную Франции.

## Клубная карьера
В профессиональном футболе дебютировал в 1957 году выступлениями за команду клуба «Труа», в котором провел четыре сезона, приняв участие в 95 матчах чемпионата.
Своей игрой за эту команду привлек внимание представителей тренерского штаба клуба «Монако», к составу которого присоединился в 1961 году. Сыграл за команду из Монако следующие пять сезонов своей игровой карьеры. Большинство времени, проведённого в составе «Монако», был основным игроком защиты команды.
Впоследствии, с 1966 по 1970 год, играл в составе команд клубов «Олимпик Марсель», «Ницца» и «Пари-Ньоилли».
Завершил профессиональную игровую карьеру в клубе «Труа», в составе которой начинал играть в футбол.

## Карьера за сборную
В 1963 году дебютировал за сборную Франции. На протяжении карьеры в национальной команде, которая длилась 8 лет, провел в форме главной команды страны 21 матч, забив 1 мяч.
В составе сборной был участником чемпионата мира 1966 в Англии.

## Достижения

### Монако
- Чемпион Франции:  1962-63
- Обладатель Кубка Франции: 1962–63
- Обладатель Суперубка Франции: 1961

### Индивидуальные
- Футболист года во Франции: 1964